# Borîsiv, Izeaslav
Borîsiv (în ucraineană Борисів) este localitatea de reședință a comunei Borîsiv din raionul Izeaslav, regiunea Hmelnîțkîi, Ucraina.

## Demografie
Componența lingvistică a localității Borîsiv
     Ucraineană (99,26%)
     Alte limbi (0,74%)
Conform recensământului din 2001, majoritatea populației localității Borîsiv era vorbitoare de ucraineană (99,26%), existând în minoritate și vorbitori de alte limbi.